# Oppia speciosa
Oppia speciosa är en kvalsterart som beskrevs av Golosova 1981. Oppia speciosa ingår i släktet Oppia och familjen Oppiidae. Inga underarter finns listade i Catalogue of Life.